# Мосбахский лев
Мосбахский лев (лат. Panthera fossilis) — вымерший вид семейства кошачьих, принадлежащий к роду пантер, известный по остаткам, найденным в Евразии, охватывающих средний плейстоцен и, возможно, эоплейстоцен. Мосбахского льва иногда называют общими названиями степной лев или пещерный лев, хотя эти названия условно ограничены более поздним родственным видом P. spelaea, предком, которого, вероятно, является мосбахский лев.

## Исследования
Он был впервые описан по остаткам, раскопанных недалеко от Мауэра в Германии. Костные фрагменты мосбахского льва также были найдены недалеко от Пейкфилда в Великобритании, которым, по оценкам, 680 000 лет. Костные фрагменты, раскопанные вблизи Изернии в Италии, оцениваются в возрасте от 600 000 до 620 000 лет. Первые азиатские упоминания об окаменелостях льва были найдены в Кузнецком бассейне в Западной Сибири и датируются поздним эоплейстоценом.

## Эволюция
Мосбахский лев, по оценкам, произошёл в Евразии около 600 000 лет назад от крупной пантеры, которая возникла около 1,2-1,7 миллиона лет назад в Танзанийском ущелье Олдувай. Эта кошка попала в Евразию около 780 000-700 000 лет назад и породила несколько львиных форм. Первые окаменелости, которые можно окончательно классифицировать как мосбахского льва, датируются возрастом 610 000 лет. Недавние ядерные геномные данные свидетельствуют о том, что скрещивание между современными львами и всеми евразийскими ископаемыми львами происходило до 500 000 лет назад, но к 470 000 годам назад последующее скрещивание между двумя линиями не произошло.

## Внешний вид

Мосбахский лев и уступающий ему в размере пещерный лев в сравнении с человеком

Костные фрагменты указывают на то, что мосбахский лев был больше современного льва, и наряду с американским львом, Smilodon populator и Panthera tigris acutidens — крупнейшей известной науке кошкой. Он достигал в длину 3,7 метра, а весил 400—500 кг. Скелетные остатки популяций в Сибири больше, чем в Центральной Европе. По сравнению с современным львом, мосбахский лев имел немного более широкий череп и носовую полость, меньшие глазницы, менее надутые буллы, менее специализированные нижние зубы, уменьшенные нижние премоляры и меньшие резцы. Имел ли он гриву — неизвестно.

## История таксономии
Мосбахский лев исторически считался подвидом льва (P. leo) как Panthera leo fossilis. Некоторые авторы считали его подвидом пещерного льва (Panthera spelaea fossilis) или рассматривают его как отдельный вид. Некоторые используют подрод Panthera, «Leo», чтобы содержать несколько львиных членов Panthera, включая P. leo, P. spelaea, P. atrox и P. fossilis. Исследование 2022 года пришло к выводу, что P. fossilis и P. spelaea представляли собой хроносвидовую[прояснить] линию, причем большинство различий между двумя видами объясняются различиями в размерах.
Результаты последовательностей генома митохондрий, полученных из двух беринговых образцов Panthera spelaea, показывают, что окаменелости его и Panthera fossilis достаточно отличаются от современного льва, чтобы считаться отдельным видом.

## Питание
В силу своего размера, мосбахский лев мог охотиться на детёнышей шерстистого мамонта, степного мамонта и прямобивневого лесного слона.
На взрослых животных он, скорее всего, охотился редко.

## Палеобиология
Этот лев сосуществовал с ранними людьми и доисторической фауной. Кость нижней челюсти раннего гоминида Homo heidelbergensis была раскопана в 1907 году в Мауэре, Германия.
Травоядные, которые сосуществовали со львом, включали европейского бегемота, узконосого носорога, палеолоксодона, южного мамонта, европейского лося, степного бизона и ланей. Среди симпатрических хищников были медведи, волки, гиены и саблезубые кошки.